# Riitta Larsson
Riitta Larsson, född 1938 i Pälkäne i Finland, är en sverigefinsk skribent och redaktör. Bosatt i Sverige sedan 1964. Finsk hum. kand.-examen, universitetsstudier i Sverige i finska, engelska och sociologi. 
Medlem av Föreningen för Sverigefinska Skribenter. Chefredaktör för tidskriften Liekki 2000–2004.